# Friedhofskreuz (Andrésy)

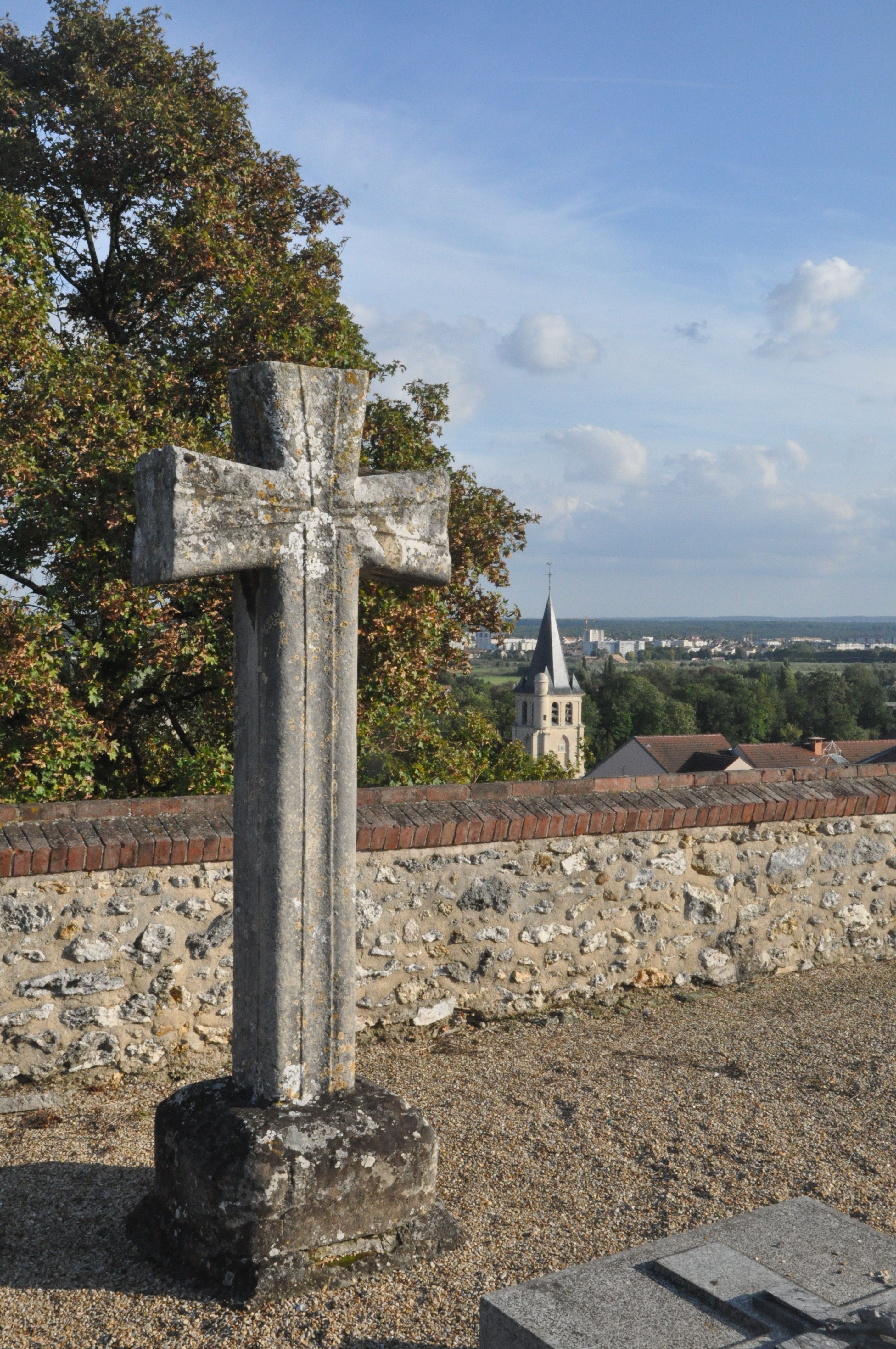
Friedhofskreuz in Andrésy

Das Friedhofskreuz in Andrésy, einer französischen Gemeinde im Département Yvelines der Region Île-de-France, wurde im 10. Jahrhundert geschaffen. Das Kreuz ist seit 1943 als Monument historique geschützt.
Das romanische Steinkreuz wurde 1890 beim Bau der Eisenbahnlinie von Argenteuil nach Mantes auf dem Gebiet eines gallo-römischen Friedhofs ausgegraben. Es wurde aus einem Steinblock geschaffen, der vermutlich aus einem Steinbruch in der Nähe von Conflans kommt. 
Das Kreuz steht auf einem einfachen Sockel und weist die Formen der karolingischen Zeit auf.